# إتيان هاجدو
إتيان هاجدو (بالفرنسية: Étienne Hajdu)‏ هو نحات فرنسي ومجري، ولد في 12 أغسطس 1907 في Turda ‏ في رومانيا، وتوفي في 24 مارس 1996 في بانيو (فرنسا) في فرنسا.